# Denis Prychynenko
Denis Prychynenko (Potsdam, 17 februari 1992) is een Oekraiense voetballer (verdediger) die sinds juni 2025 voor Patro Eisden Maasmechelen uitkomt. Hij bezit ook de Duitse nationaliteit. Voorheen speelde hij voor Heart of Midlothian FC en FC Sebastopol en Beerschot.
Prychynenko debuteerde op 31 maart 2012 voor Hearts FC in de thuiswedstrijd tegen Aberdeen FC. De wedstrijd werd met 3-0 gewonnen.  
Hij speelde 5 seizoenen als publiekslieveling bij Beerschot en bracht Beerschot mee terug naar Eerste klasse A. Na de finalewedstrijd in 1B tussen Beerschot en OH Leuven ging hij de geschiedenisboeken in met zijn legendarische uitspraak: "F*ck the haters, we are legends now!". 
Zijn vader Sergei, voorheen voetballer bij onder meer CSKA Moskou en Lokomotiv Moskou, is Oekraïens. Moeder Elena komt uit Wit-Rusland. Prychynenko voelt zich echter Duitser. Op drie jaar na heeft hij ook zijn hele jeugd in Duitsland gewoond.
Daarom veranderde Prychynenko zijn nationaliteit op zijn 18e van Oekraïens naar Duits, ook om te garanderen dat hij zonder werkvergunning kon spelen voor Hearts FC.

## Clubstatistieken
| Seizoen         | Club                | Competitie             | Competitie | Competitie | Beker | Beker | Totaal | Totaal |
| Seizoen         | Club                | Competitie             | Wed.       | Dlp.       | Wed.  | Dlp.  | Wed.   | Dlp.   |
| --------------- | ------------------- | ---------------------- | ---------- | ---------- | ----- | ----- | ------ | ------ |
| 2010/11         | Heart of Midlothian | Premiership            | 0          | 0          | 0     | 0     | 0      | 0      |
| 2011/12         | Heart of Midlothian | Premiership            | 3          | 0          | 1     | 0     | 4      | 0      |
| 2011/12         | → Raith Rovers      | Championship           | 5          | 1          | 0     | 0     | 5      | 1      |
| 2012/13         | Heart of Midlothian | Premiership            | 4          | 0          | 0     | 0     | 4      | 0      |
| 2013/14         | FK Sebastopol       | Tweede divisie         | 8          | 0          | 0     | 0     | 8      | 0      |
| 2014/15         | CSKA Sofia          | Parva Liga             | 11         | 0          | 1     | 0     | 12     | 0      |
| 2015/16         | Union Berlin        | 2. Bundesliga          | 0          | 0          | 0     | 0     | 0      | 0      |
| 2015/16         | White Star Brussel  | Tweede klasse          | 6          | 0          | 0     | 0     | 6      | 0      |
| 2016/17         | Beerschot-Antwerpen | Eerste klasse amateurs | 20         | 0          | 0     | 0     | 20     | 0      |
| 2017/18         | Beerschot-Antwerpen | Eerste klasse B        | 35         | 2          | 1     | 0     | 36     | 2      |
| 2018/19         | Beerschot-Antwerpen | Eerste klasse B        | 37         | 3          | 2     | 0     | 39     | 3      |
| 2019/20         | Beerschot-Antwerpen | Eerste klasse B        | 29         | 1          | 2     | 1     | 31     | 2      |
| 2020/21         | Beerschot-Antwerpen | Eerste klasse A        | 14         | 1          | 1     | 0     | 15     | 1      |
| 2021/22         | SK Deinze           | Eerste klasse B        | 0          | 0          | 0     | 0     | 00     | 0      |
| Carrière totaal | Carrière totaal     | Carrière totaal        | 137        | 6          | 7     | 1     | 144    | 7      |